# Divers gauche
El término genérico divers gauche («izquierda diversa», abreviado como DVG) representa, en Francia, una tendencia política bajo cuyo nombre se integran los candidatos próximos a la izquierda pero que no están afiliados a algún partido.
La exclusión puede ser provisional y de principio; si los disidentes que se han opuesto al candidato oficial de su partido son expulsados pero ganan la elección, sin embargo, desde el comienzo de la Quinta República, generalmente han sido reinstalados en el partido después de algunos meses, lo cual ocurrió rara vez antes de 1939.
La figura política del candidato independiente —en francés, sans étiquette— no apareció en las listas del Ministerio del Interior de Francia desde 2001 hasta 2008, cuando muchos candidatos y listas sans étiquette se clasificaron como DVG (divers gauche) o DVD (divers droite), según su tendencia política, existiendo también en ocasiones muy excepcionales la figura de DVC (divers centre). Desde 2008 se agregó el código LDIV para agrupar a los candidatos que no se identificaban con ninguna fuerza o tendencia en el espectro político.